# Biq‘at Ginnesar
Biq‘at Ginnesar (hebreiska: בקעת גנוסר, Bik’at Ginnesar) är en dal i Israel.   Den ligger i distriktet Norra distriktet, i den norra delen av landet.